# Smotryszów
Smotryszów – wieś w Polsce, położona w województwie łódzkim, w powiecie radomszczańskim, w gminie Kodrąb.
W latach 1975–1998 wieś administracyjnie należała do województwa piotrkowskiego.
Za Królestwa Polskiego istniała gmina Smotryszów.

## Integralne części wsi
| SIMC    | Nazwa         | Rodzaj  |
| ------- | ------------- | ------- |
| 0543657 | Teodorów Mały | kolonia |

## Zabytki
Według rejestru zabytków Narodowego Instytutu Dziedzictwa na listę zabytków wpisany jest obiekt:
- park dworski, 1 poł. XIX w., nr rej.: 324 z 31.08.1983 i z 20.11.1994